# Jerzy Wittlin

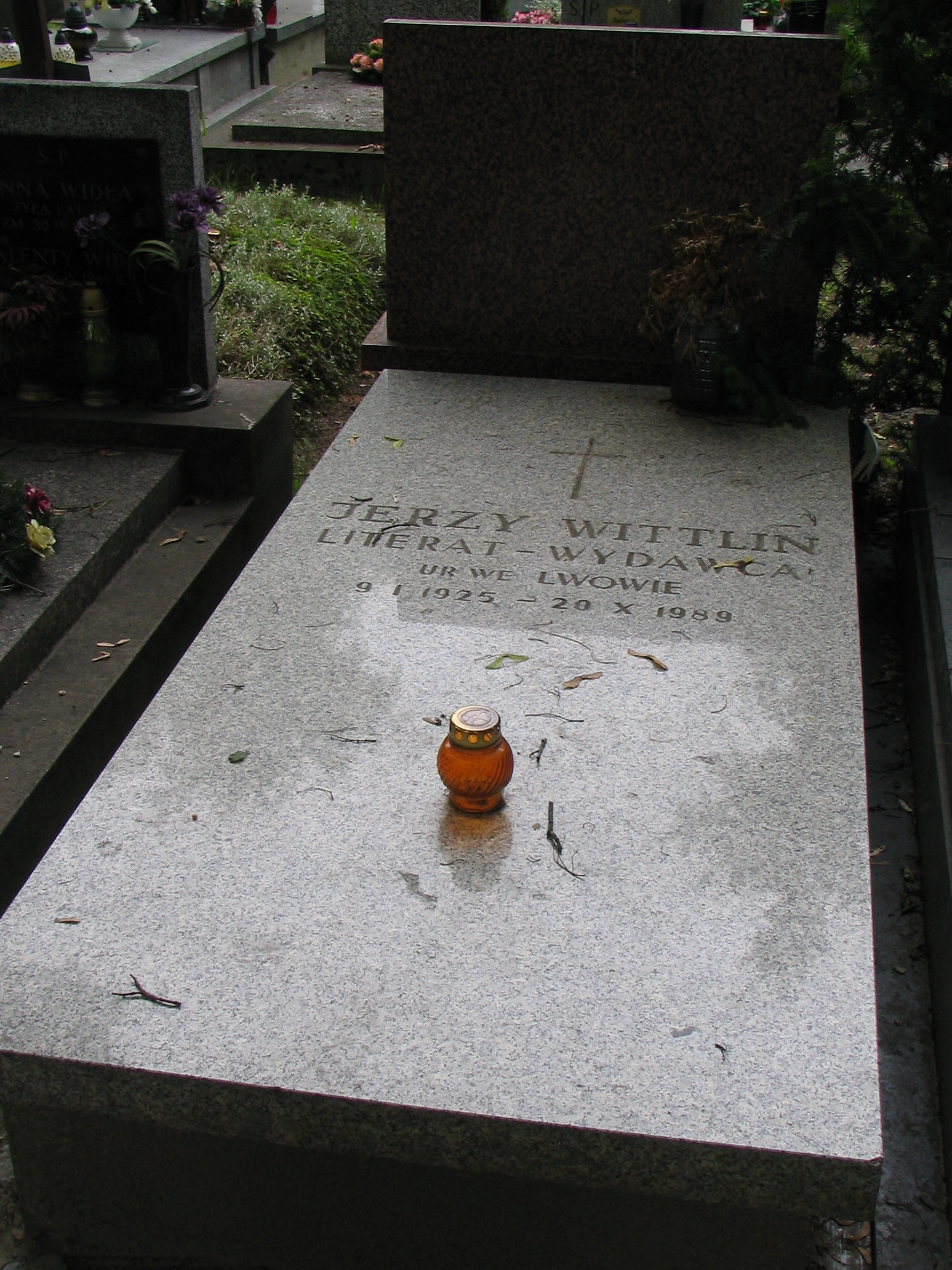
Grób Jerzego Wittlina na cmentarzu Wojskowym na Powązkach

Jerzy Wittlin (ur. 9 stycznia 1925 we Lwowie, zm. 20 października 1989) – polski pisarz i satyryk. Autor prześmiewczych i popularnych w PRL Vademeców. W latach 1986–1989 był członkiem Ogólnopolskiego Komitetu Grunwaldzkiego.

## Życiorys
Był dyrektorem wydawnictwa „Iskry” (1958–1969) i „Wydawnictw Artystycznych i Filmowych”. W latach 1945–1948 był członkiem PPS, od 1948 roku należał do PZPR. W latach 1957–1960 był członkiem Komitetu Centralnego ZMS. Według zasobów archiwalnych Instytutu Pamięci Narodowej w 1949 roku został pozyskany do współpracy przez służby specjalne PRL jako informator Janusz, wyeliminowany formalnie w 1962 roku.
W czasach PRL był odznaczony m.in.: Krzyżem Oficerskim i Kawalerskim Orderu Odrodzenia Polski, Złotym i Srebrnym Krzyżem Zasługi, Medalem 40-lecia Polski Ludowej oraz Medalem Zwycięstwa i Wolności 1945.
Pochowany na cmentarzu Powązki Wojskowe w Warszawie (kwatera AII-4-9).

## Utwory
- Królewna Śnieżka (opracowanie dla teatru)
- Elementarz humoru (1980)
- Pójdź ze mną dziennik pamiętnik (1985)
- Vademeca (Wydawnictwo Literackie Kraków):
  - Vademecum grafomana (1965; nr 1)
  - Vademecum życia rodzinnego i towarzyskiego (1967)
  - Vademecum szefa (1968)
  - Vademecum dla nerwowych (1970)
  - Vademecum petenta (1970; wyd. Książka i Wiedza)
  - Vademecum kochania (1971)
  - Vademecum podróżującego (1971; wyd. Książka i Wiedza)
  - Vademecum dla tych, którzy pierwszy raz... (1972; wyd. Iskry)
  - Vademecum żurnalisty (1972)
  - Vademecum dla pań młodszych i starszych (1973)
  - Vademecum erotomana (1974)
  - Vademecum dla snobki i snoba (1975; nr 13)
  - Vademecum dla tych, którym się nie spieszy (1976; wyd. Książka i Wiedza)
  - Vademecum małżeńskiej samoobrony (1977)
  - Vademecum dla lubiących coś doradzić (1978; nr 16)
  - Vademecum dojrzewającego turysty (1979)
  - Vademecum dla występujących z okazji (1980)
  - Vademecum miłośnika (1981)
  - Vademecum pacjenta praktyka (1983)
  - Vademecum zdrowego rozsądku (1985; wyd. Ludowa Spółdzielnia Wydawnicza)